# Should I Stay or Should I Go
"Should I Stay or Should I Go" é uma canção da banda britânica de punk rock The Clash, do álbum Combat Rock. Foi escrita em 1981 e apresenta Mick Jones no vocal principal. Tornou-se o único single número um da banda no Reino Unido, uma década depois de seu lançamento original. Em novembro de 2004, foi classificada em 228 na "Lista das 500 melhores canções de todos os tempos da Revista Rolling Stone". Em 2009 foi classificada na 42ª posição no programa da VH1 100 Greatest Hard Rock Songs.

## Composição e gravação
Muitos rumores surgiram sobre o conteúdo da canção, como a demissão iminente de Jones do Clash ou o tempestuoso relacionamento pessoal entre Jones e a cantora estadunidense Ellen Foley. "Should I Stay or Should I Go" supostamente teria sido escrita por Jones sobre Foley, que cantou os vocais de apoio no LP Bat Out of Hell de Meat Loaf. No entanto, o próprio Jones disse:

Não era sobre ninguém específico e não estava prevendo a minha saída do The Clash. Era apenas uma boa música rock, nossa tentativa de escrever um clássico... Quando estávamos tocando, esse era o tipo de coisa que gostávamos de tocar.— Mick Jones, 1991
Os vocais de apoio em espanhol foram cantados por Joe Strummer e Joe Ely:

No calor do momento, eu disse: 'Eu vou fazer os vocais de apoio em espanhol'... Precisávamos de um tradutor, então Eddie Garcia, o operador de fita, ligou para a sua mãe em Brooklyn Heights e leu as letras por telefone para que ela as traduzisse. Mas Eddie e sua mãe são equatorianos, então é espanhol equatoriano que eu e Joe Ely estamos cantando nos vocais de apoio.— Joe Strummer, 1991

## Relançamentos
O single foi reeditado várias vezes. Foi relançado pela primeira vez em 1982, com uma capa diferente e como um lado A duplo com "Straight to Hell", com "Cool Confusion" como seu lado B. Foi relançado novamente em 1983, com "First Night Back in London" no lado dois e, em seguida, pela terceira vez em 1991, com "Rush" do grupo Big Audio Dynamite de Mick Jones como um lado A duplo, com um remix de "Rush" como seu lado B.
A gravação ao vivo da música foi lançada como parte do álbum Live at Shea Stadium, que apresenta um concerto em 13 de outubro de 1982 em Nova Iorque. O videoclipe dessa performance foi incluído no DVD The Clash Live: Revolution Rock. Ambos os discos foram lançados em 6 de outubro de 2008.

## Posição nas paradas musicais
| Parada (1982–1983)                    | Melhor posição |
| ------------------------------------- | -------------- |
| Austrália (Kent Music Report)         | 37             |
| Reino Unido (UK Singles Chart)        | 17             |
| Estados Unidos (Billboard Hot 100)    | 45             |
| Estados Unidos (Billboard Top Tracks) | 13             |
| Estados Unidos (Cash Box)             | 63             |

| Parada (1991–1992)                             | Melhor posição |
| ---------------------------------------------- | -------------- |
| Áustria (Ö3 Austria Top 75)                    | 5              |
| Bélgica (Ultratop 50 de Flandres)              | 3              |
| França (SNEP)                                  | 25             |
| O campo songid é OBRIGATÓRIO PARA PARADA ALEMÃ | 5              |
| Países Baixos (Dutch Top 40)                   | 6              |
| Países Baixos (Single Top 100)                 | 3              |
| Nova Zelândia (Recorded Music NZ)              | 2              |
| Noruega (VG-lista)                             | 3              |
| Suécia (Sverigetopplistan)                     | 6              |
| Suíça (Schweizer Hitparade)                    | 4              |
| Reino Unido (UK Singles Chart)                 | 1              |

| Parada (1992)                     | Posição |
| --------------------------------- | ------- |
| Nova Zelândia (Recorded Music NZ) | 17      |

| Parada (2012) | Melhor posição |
| ------------- | -------------- |
| França (SNEP) | 165            |

| Parada (2013) | Melhor posição |
| ------------- | -------------- |
| França (SNEP) | 152            |

## Canções similares
A banda Mamonas Assassinas usou o riff de abertura de "Should I Stay or Should I Go" na canção "Chopis Centis", lançada em seu álbum homônimo de 1995. Um single de 2012 do grupo britânico One Direction, "Live While We're Young", foi acusado de plagiar o riff de guitarra da abertura da música, o que causou controvérsia.

## Na cultura popular
A canção foi usada em um comercial do jeans Levi's em 1991 e foi relançada como single, que alcançou o número um no Reino Unido.
"Should I Stay or Should I Go" está inclusa na primeira temporada da série Stranger Things, da Netflix. A canção toca múltiplas vezes na série e é parte significante da história. Ela também pode ser ouvida nos filmes 28 Dias (2000), Rugrats Go Wild (2003), Homem de Ferro 2 (2010) e Cruella (2021), além de ser usada nos momentos iniciais do jogo eletrônico Far Cry 4.